# 市川苑実
市川 苑実（いちかわ そのみ、1997年2月22日 - ）は、日本の子役。2004年ごろデビュー。過去にスマイルモンキーに所属していた。テレビドラマや再現VTRなどに出演。

## テレビ出演

### テレビドラマ
- 轟轟戦隊ボウケンジャー（2006年、テレビ朝日）
- 金曜エンタテインメント特別企画「家族たちの明日～尼崎列車事故から1年～」（2006年4月21日、フジテレビ）

### バラエティ
- ビートたけしのやってはいけない（2004年、TBS）
- 泣きなさい笑いなさい素晴らしき女の人生（2005年 - 、テレビ朝日）
- こたえてちょーだい（2005年、フジテレビ） - 再現VTR
- ビートたけしのTVタックル（2006年、テレビ朝日）
- 伊東家の食卓（2006年、日本テレビ）

## CM出演

### 2004年
- AGF
- JT
- プリマハム
- Yahoo! BB

### 2005年
- ミツカン
- マクドナルド

### 2006年
- 東北電力

### 2007年
- ヤマヒサ

## VP
- NEC
- 東京書籍